# Chirkunda
Chirkunda (en hindi: चिर्कुण्ड ) es una localidad de la India, en el distrito de Dhanbad, estado de Jharkhand.

## Geografía
Se encuentra a una altitud de 127 m s. n. m. a 212 km de la capital estatal, Ranchi, en la zona horaria UTC +5:30.

## Demografía
Según estimación 2010 contaba con una población de 44 343 habitantes.